# Biểu tình phản đối Luật đặc khu kinh tế và Luật An ninh mạng
Biểu tình phản đối Luật đặc khu kinh tế và Luật An ninh mạng (hay Biểu tình Việt Nam 2018) là một loạt các cuộc biểu tình bùng phát trên khắp Việt Nam vào tháng 6 năm 2018, bao gồm cả hình thức ôn hòa lẫn bạo lực. Nguyên nhân chính của các cuộc biểu tình là nhằm phản đối hai dự thảo luật đang được xem xét tại Quốc hội Việt Nam là Luật đơn vị hành chính – kinh tế đặc biệt (gọi tắt Luật Đặc khu) và Luật An ninh mạng. Trong đó, Luật Đặc khu đề xuất thành lập ba đặc khu kinh tế tại Việt Nam, cho phép các nhà đầu tư nước ngoài có thể thuê đất với thời hạn lên tới 99 năm. Mặc dù dự luật không nêu cụ thể quốc gia nào, nhưng nhiều người dân đã bày tỏ sự lo ngại các đặc khu này sẽ bị Trung Quốc chi phối, dẫn đến quan ngại về chủ quyền quốc gia. Trước sức ép mạnh mẽ từ công chúng, ngày 9 tháng 6 năm 2018, chính phủ Việt Nam đã quyết định hoãn thông qua dự luật này vô thời hạn.
Trong khi đó, Luật An ninh mạng của Việt Nam được tổ chức Phóng viên không biên giới cho rằng phần lớn là "phiên bản sao chép và dán lại" từ Luật An minh mạng Trung Quốc có hiệu lực một năm trước đó, đã được Quốc hội Việt Nam thông qua vào ngày 12 tháng 6 năm 2018, và chính thức có hiệu lực từ ngày 1 tháng 1 năm 2019. Trong cuộc biểu tình, một người đàn ông ở Kiên Giang đã bị cảnh sát địa phương bắt và thẩm vấn vào ngày 2 tháng 8. Tuy nhiên, anh sau đó đã được xác nhận tử vong. Theo các phương tiện truyền thông xã hội và các tổ chức phi chính phủ đưa tin thì trên thi thể anh có nhiều vết thương, có thể là dấu hiệu của tra tấn. Trong khi đó, truyền thông Việt Nam chỉ đưa tin việc việc anh đã qua đời. Nhiều người biểu tình cũng được ghi nhận đã bị bắt giữ trong quá trình tham gia biểu tình.

## Diễn biến

### Ngày 9 tháng 6
3h sáng ngày 9 tháng 6, Văn phòng Chính phủ loan tin hoãn Dự thảo Luật Đặc khu đến kỳ họp kế tiếp. Trả lời RFA, ông Phạm Chí Dũng cho đây là kế hoãn binh nhằm cố gắng dập tắt cuộc biểu tình.

### Ngày 10 tháng 6
Ngày 10 tháng 6 năm 2018, hàng ngàn người dân tại một số địa phương là Hà Nội, Đà Nẵng, Bình Thuận, Nha Trang, Bình Dương, Đồng Nai, Vũng Tàu và Thành phố Hồ Chí Minh xuống đường biểu tình phản đối Dự thảo Luật Đặc khu Kinh tế và Dự thảo Luật An ninh mạng. Trang Asia Times cho rằng cuộc biểu tình này ngoài việc phản đối Trung Quốc còn thể hiện những vấn đề về dân chủ và nhân quyền, rõ ràng đang ngày càng có nhiều người Việt Nam đặt nghi vấn về tính chính danh của Đảng Cộng sản cầm quyền . Tuyến đường Quốc lộ 1 tại Phan Rí bị tê liệt, đường ra sân bay Tân Sơn Nhất bị tắc nghẽn.
Tại Hà Nội, có 40 đến 50 người tập trung tại Hồ Hoàn Kiếm với các biểu ngữ chống Trung Quốc, trong đó có một tấm ghi là "Không cho Trung Quốc thuê đất dù chỉ trong một ngày".
Tại Đồng Nai, hàng trăm người đã mang theo băng rôn, biểu ngữ đi tuần hành tại một số đường phố ở TP Biên Hòa.
Tại Thành phố Hồ Chí Minh, khoảng 2000 người đã tập trung biểu tình tại Quận 1. Hàng trăm người tụ tập trên đường Nam Kỳ Khởi Nghĩa (quận 3), chân cầu vượt Cộng Hòa - Hoàng Văn Thụ và quanh Công viên Hoàng Văn Thụ (giáp ranh quận Phú Nhuận và quận Tân Bình).
Đến chiều 10/6, tình hình giao thông ra vào sân bay Tân Sơn Nhất đã thông thoáng trở lại.
Từ ngày 8 tháng 6 đến ngày 10 tháng 6 năm 2018, những cuộc biểu tình phản đối luật đặc khu và an ninh mạng của người Việt ở nước ngoài cũng đã diễn ra ở một số thành phố trên thế giới như ở California (Mỹ), Đài Loan, Nhật Bản.

### Ngày 11 tháng 6
Vào 9h sáng ngày 11 tháng 6, hàng loạt công nhân nữ của Công ty Pou Chen Corporation (quận Bình Tân, TPHCM) đã biểu tình trước cổng công ty và hò hét "yêu cầu bỏ Luật Đặc khu".
Tại Bình Thuận, một số người dân bị kích động bao vây, xô ngã cổng và sau đó tràn vào trụ sở UBND tỉnh Bình Thuận. Đỉnh điểm vào cuối ngày, hàng loạt người dân đã ném gạch đá vào lực lượng chức năng, dùng bom xăng tự chế đốt cháy chốt gác cổng, lao vào đốt cháy một số xe máy trong trụ sở ủy ban. Báo chí trong nước dẫn lời chính quyền cho rằng người dân "gây rối" và "làm nhiều cảnh sát bị thương", trong khi nhiều người biểu tình luận tội trên mạng xã hội rằng họ bị "vu khống".
Từ 0h30 ngày 11 tháng 6, Quốc lộ 1 đoạn qua thị trấn Phan Rí Cửa, huyện Tuy Phong, Bình Thuận đã thông xe khi những người tụ tập biểu tình tại khu vực cầu Nam, thị trấn Phan Rí Cửa tự giải tán.
Trưa ngày 11 tháng 6, người dân Bình Thuận lại tiếp tục biểu tình trên Quốc lộ 1, khu vực ngã 3 Cầu Nam, thuộc huyện Tuy Phong, tỉnh Bình Thuận. Đám đông đã chặn xe, ném đá, tấn công lực lượng công an làm nhiệm vụ tại đây, dồn ép lực lượng cảnh sát cơ động vào bên trong văn phòng, ép cảnh sát phải cởi bỏ quân phục, sau đó đập phá gần như toàn bộ tài sản của trụ sở cơ quan Cảnh sát PCCC đóng tại huyện Tuy Phong, đốt cháy 8 ô tô. Có ít nhất 20 cảnh sát bị thương phải điều trị.
Vào lúc 20h ngày 11 tháng 6, rất đông người dân đã tụ tập ném đá vào trụ sở UBND tỉnh Bình Thuận ngày thứ hai liên tiếp. Khi cảnh sát điều xe đặc chủng phun vòi rồng, những người quá khích mới bỏ chạy.
Đến 22h đêm ngày 11 tháng 6, hàng chục người dân lại tràn vào trụ sở Cảnh sát PCCC tỉnh Bình Thuận (đóng tại thị trấn Phan Rí Cửa) để đập phá và châm lửa đốt một ôtô tải của cảnh sát đang đỗ trong sân.
Tại Tây Ninh, hàng trăm công nhân ở KCN Chà Là (xã Chà Là, huyện Dương Minh Châu) tập trung thành đoàn người tuần hành trên suốt tuyến đường từ KCN này đến Ngã 3 Bàu Năng, huyện Dương Minh Châu.
Cho đến năm 2018, Việt Nam chưa có Luật quy định về biểu tình, những hành vi kêu gọi biểu tình đều bị cho là trái phép.
Theo Đại tá Nguyễn Sỹ Quang, Trưởng phòng Tham mưu kiêm phát ngôn viên Công an TP HCM, tình trạng nhiều người xuống đường tại Thành phố Hồ Chí Minh trong những ngày qua đã xác định có các thành phần, tổ chức phản động đứng phía sau xúi giục, kích động.
Trưa 11 tháng 6, ông Nguyễn Văn Nhiều - chánh văn phòng Công an tỉnh Bình Thuận - xác nhận đã tạm giữ khoảng 102 người có hành vi tụ tập, gây rối tại trụ sở UBND tỉnh tối 10-6.

### Ngày 16 tháng 6
Liên quan tới các vụ gây rối trật tự an ninh trên địa bàn Thành phố Hồ Chí Minh, Công an Thành phố Hồ Chí Minh và công an các quận, huyện đã xử lý tổng cộng 310 người có hành vi vi phạm pháp luật trong đợt tụ tập đông người, quá khích, gây rối trật tự công cộng.
Ngày 15 tháng 6, Cơ quan An ninh điều tra đã tống đạt quyết định khởi tố bị can và thực hiện lệnh bắt tạm giam Trương Hữu Lộc (57 tuổi, ngụ Q.Tân Bình, TP.HCM) về hành vi phá rối an ninh. Trong số những người bị tạm giam và bị khởi tố, có một người Mỹ gốc Việt, Nguyễn William Anh (sinh năm 1985, quốc tịch Mỹ, là du học sinh tại Singapore) về hành vi gây rối trật tự công cộng.
Chiều ngày 16 tháng 6, Công an Thành phố Hồ Chí Minh tạm giữ 3 đối tượng giả danh công an, trong đó có đối tượng Nguyễn Hồng Thái (23 tuổi) để điều tra về hành vi đối tượng này mặc sắc phục đóng giả công an trà trộn vào nhóm tụ tập đông người tại công viên Tao Đàn, quận 1 vào sáng cùng ngày.

### Ngày 17 tháng 6
Tại Quỳnh Lưu, Nghệ An và Thạch Hà, Hà Tĩnh hàng nghìn người đã tham gia cuộc tuần hành ôn hòa kéo dài 2 giờ đồng hồ để phản đối Luật Đặc khu và Luật An ninh Mạng. Những cuộc biểu tình ở các địa phương này đều do các giáo xứ thuộc Giáo phận Vinh như Giáo hạt Can Lộc, Giáo xứ Văn Hạnh, Giáo xứ Song Ngọc... tổ chức.
An ninh được thắt chặt tại hàng loạt thành phố chính của Việt Nam. Tại TPHCM, biểu tình không diễn ra, nhưng hàng trăm người đã bị công an bắt vì nghi ngờ đi biểu tình tại Sân vận động Tao Đàn ở Quận 1 và Công viên Hoàng Văn Thụ ở Quận Tân Bình.

## Phản ứng

### Hoa KỳvàCanada
Ngày 8 tháng 6, Đại sứ quán Hoa Kỳ tại Việt Nam ra thông báo Hoa Kỳ và Canada thúc giục Việt Nam hoãn cuộc bỏ phiếu dự luật này để đảm bảo rằng nó phù hợp với các chuẩn mực quốc tế.
Ngày 15 tháng 6, Bộ Ngoại giao Hoa Kỳ cho biết Hoa Kỳ quan ngại sâu sắc trước tin Will Nguyễn, một công dân Mỹ gốc Việt, bị thương khi bị bắt giữ trong cuộc biểu tình ở Sài Gòn ngày 10 tháng 6.

### Trung Quốc
Đại sứ quán Trung Quốc tại Hà Nội ra thông báo trên trang web của họ cảnh báo công dân Trung Quốc tại Việt Nam phải chú ý đến an ninh khi đi lại.

### Liên Hợp Quốc
Ngày 16 tháng 6, Văn phòng Nhân quyền Liên Hợp Quốc chuyên trách Đông Nam Á tuyên bố "quan ngại" về việc Quốc hội Việt Nam ngày 12 tháng 6 thông qua Luật An ninh mạng gây tranh cãi.

### Trong nước
Báo chí Việt Nam khuyến cáo người dân không tin theo những thông tin giả mạo trên internet, không nên bị kích động bởi những khẩu hiệu "dân chủ", "yêu Tổ quốc", "chống Trung Quốc". Người dân có quyền bày tỏ chính kiến của mình nhưng phải nằm trong khuôn khổ luật pháp, tất cả các hoạt động quá khích đều là vi phạm pháp luật nghiêm trọng và sẽ bị được xử lý nghiêm. Báo chí nhắc lại vụ việc năm 2014, khi đó sự cuồng loạn của đám đông bị kích động bởi những kẻ có âm mưu đứng sau giật dây, đã gây ra thiệt hại to lớn về kinh tế và hình ảnh của Việt Nam trên trường quốc tế
Ngày 11 tháng 6, Chủ tịch Quốc hội Nguyễn Thị Kim Ngân kêu gọi "người dân bình tĩnh, tin vào quyết định của Nhà nước". Trong cùng buổi sáng, Quốc hội đã biểu quyết đồng ý hoãn thông qua dự án Luật Đơn vị hành chính kinh tế đặc biệt Vân Đồn, Bắc Vân Phong và Phú Quốc từ kỳ họp thứ 5 sang kỳ họp thứ 6 với tỉ lệ tán thành đạt 85,63%.
Theo Đại biểu Quốc hội Dương Trung Quốc và TS Lê Đăng Doanh, vụ việc này cho thấy cần có Luật biểu tình để người dân có thể bày tỏ thái độ đúng nơi, đúng chỗ.
Trả lời BBC Việt ngữ, PGS. TS. Phạm Đức Bảo, Phó Viện trưởng Viện Chính sách, Pháp luật và Phát triển (PLD) cho rằng "Đạo luật về Đặc khu thì mở quá, thoáng quá. Người dân lo ngại luật đó tạo điều kiện cho những quốc gia mà có mưu đồ nào đó thì họ dễ có thể lợi dụng luật đó. Còn Luật An ninh mạng này lại chặt quá, ảnh hưởng tới quyền tự do thông tin của công dân."
Ngày 13 tháng 6, Bộ trưởng Bộ Thông tin Truyền thông Trương Minh Tuấn chủ trì họp với các đơn vị của Bộ triển khai định hướng thông tin trong bối cảnh các cuộc biểu tình, bạo động đang diễn ra nghiêm trọng ở một số địa phương. Ông Tuấn chỉ đạo đơn vị chức năng của Bộ định hướng các cơ quan báo chí đưa thông tin tốt để lấn át thông tin xấu. Đặc biệt tránh đưa thông tin tường thuật đơn thuần, nội dung lấp lửng, không rõ quan điểm.
Sáng 17 tháng 6, trong dịp tiếp xúc cử tri quận Thanh Xuân, Hà Nội, Tổng Bí thư Nguyễn Phú Trọng cho biết: khi Quốc hội cho ý kiến vào hai dự luật trên tại kỳ họp thứ 5, dư luận có nhiều ý kiến khác nhau, và dự luật đã tạm hoãn thông qua để có thêm thời gian thảo luận. Tuy nhiên, lợi dụng lòng yêu nước của nhân dân, một số người đã kích động biểu tình, gây rối, chống đối, phá hoại. Ông cho rằng, bản chất sâu xa của sự việc trên là xuyên tạc sự thật, kích động và có "bàn tay của những phần tử phá hoại". Ông mong cử tri và nhân dân bình tĩnh, tỉnh táo, rằng "Không ai dại dột trao đất cho người nước ngoài để người ta vào làm rối mình, không ai ngây thơ thế". Chiều 17 tháng 6 với tư cách đại diện lãnh đạo thành phố Hà Nội, tại cuộc tiếp xúc cử tri quận Cầu Giấy, Chủ tịch UBND TP. Hà Nội Nguyễn Đức Chung cho rằng, các đối tượng (các thế lực thù địch, tổ chức phản động trong và ngoài nước) đã lợi dụng triệt để tâm lý "bài Trung Quốc" trong một bộ phận cư dân để kích động, chia rẽ tình hữu nghị giữa Việt Nam và Trung Quốc. Bên cạnh đó, các phần tử này cũng lợi dụng triệt để những vấn đề mà người dân đang bức xúc với chính quyền, từ đền bù đất đai, các vấn đề môi trường hay an ninh mạng... để kích động.
Tiếp xúc cử tri với vai trò đại biểu Quốc hội Thành phố Hồ Chí Minh vào ngày 19 tháng 6, chủ tịch nước Trần Đại Quang cho biết: "những vụ việc nghiêm trọng xảy ra tại Bình Thuận, Thành phố Hồ Chí Minh là do các đối tượng chống đối, kích động, lôi kéo phá rối an ninh trật tự." Ông đồng tình với kiến nghị cử tri cần có Luật biểu tình và hứa báo cáo Quốc hội về nội dung này. Tuy nhiên, báo chí Việt Nam sửa lại tít và xóa các câu chữ đề cập đến việc Chủ tịch Trần Đại Quang nói "cần luật biểu tình", chỉ một thời gian ngắn sau khi bài được đăng.

## Các bản án tù cho người biểu tình
Tính đến 7 tháng 6 năm 2019, đã có 127 người tham gia biểu tình bị kết án tù.
Ngày 12 tháng 7 năm 2018, Tòa án Nhân dân Thành phố Phan Thiết tuyên án 7 người từ 18 tháng tù treo đến 30 tháng tù giam với cáo buộc "gây rối trật tự công cộng". Theo cáo trạng thì 7 người này đã ném gạch đá, bom xăng tự chế vào lực lượng an ninh và Ủy ban nhân dân Tỉnh Bình Thuận. Do đó, Hội đồng xét xử đã tuyên án 30 tháng tù giam đối với ông Nguyễn Văn Minh – 52 tuổi, anh Nguyễn Văn Hùng – 26 tuổi, anh Nguyễn Phương Đông và Nguyễn Văn Mạnh – 24 tuổi. Với ông Nguyễn Đình Vũ – 41 tuổi, và bà Trần Thị Ngọc – 50 tuổi, Hội đồng xét xử tuyên án 24 tháng tù giam. Riêng anh Nguyễn Minh Hải – 17 tuổi, do chưa đủ tuổi thành niên nên lãnh án 18 tháng tù treo.
Ngày 23 tháng 7 năm 2018, Tòa án Nhân dân huyện Tuy Phong, tỉnh Bình Thuận tuyên án phạt đối với 10 người bị cáo buộc 'gây rối trật tự công cộng' khi tham gia cuộc biểu tình phản đối hai dự Luật Đặc khu và An Ninh mạng diễn ra hôm 10 và 11 tháng 6 tại Phan Rí Cửa. Tổng mức hình phạt lên tới 27 năm tù.
Ngày 22 tháng 8 năm 2018, Tòa án Nhân dân Thành phố Phan Thiết tuyên án từ 18 tháng tù treo đến 30 tháng tù giam 6 người tham gia biểu tình hôm 10 và 11 tháng 6 với cáo buộc "gây rối trật tự công cộng": anh Nguyễn Văn Nghĩa 29 tuổi, chịu mức án cao nhất là 2 năm tù giam, bà Nguyễn Thị Lừng (40 tuổi) 1 năm tù, bà Nguyễn Thị Như Hòa (43 tuổi) 9 tháng tù giam, anh Nguyễn Hữu Thành (27 tuổi) 8 tháng tù giam, hai anh Nguyễn Đoàn Phước Mỹ và Trương Anh Kiệt chưa đủ 18 tuổi nên mỗi người 6 tháng tù treo.
Ngày 19 tháng 9 năm 2018, Tòa án Nhân dân Thành phố Nha Trang, tỉnh Khánh Hòa xét xử Nguyễn Văn Ý, 32 tuổi và Tạ Thành Duy, 47 tuổi; mỗi người bị tuyên phạt 15 tháng tù vì tham gia biểu tình phản đối dự luật đặc khu và an ninh mạng hôm 10/6; với cáo buộc 'gây rối trật tự công cộng'.
Ngày 26 tháng 9 năm 2018, tòa án tỉnh Bình Thuận đã tuyên phạt mức án gần 50 năm tù đối với 15 người với cáo buộc 'gây rối trật tự công cộng' do tham gia vào đợt biểu tình phản đối dự luật Đặc khu và Luật An ninh Mạng vào tháng 6. Tất cả 15 người cùng ngụ tại thị trấn Phan Rí Cửa, huyện Tuy Phong, tuổi từ 18 đến 31, bị tuyên phạt từ 2 năm đến 3 năm 6 tháng tù, mà cáo trạng nêu là đã hành động "quá khích, bao vây la hét vu cáo công an đánh người, rồi dùng dùng bom xăng, gậy gộc, gạch đá... tấn công lực lượng thi hành nhiệm vụ."
Ngày 8 tháng 10 năm 2018, Tòa án nhân dân Quận 3, thành phố Hồ Chí Minh tuyên án tù bốn thanh niên tham gia biểu tình chống dự luật đặc khu hôm 10/6 với cáo buộc Gây rối trật tự công cộng: Nguyễn Văn Tuấn (30 tuổi, quê Bắc Giang) bị tuyên 3 năm tù, Trương Ngọc Hiền (21 tuổi, quê Thừa Thiên-Huế) bị tuyên 2 năm tù, Nguyễn Huỳnh Đức (18 tuổi, quê Sóc Trăng) và Bùi Văn Tiến (17 tuổi, quê Vĩnh Long) cùng mức án 1 năm tù và 2 năm quản chế.
Ngày 17 tháng 10 năm 2018, Tòa án Nhân dân tỉnh Bình Dương tuyên án 7 năm tù giam đối với một cán bộ y tế tên Nguyễn Đình Thành theo tội danh "Làm, tàng trữ, phát tán, tuyên truyền thông tin tài liệu nhằm chống phá Nhà nước Cộng hòa xã hội chủ nghĩa Việt Nam". Theo cáo trạng của tòa án, anh Nguyễn Đình Thành vào tháng 6 năm 2018 đã soạn thảo, in ấn và phát hơn hơn 3300 tờ rơi để kêu gọi, kích động người dân biểu tình, phản đối dự luật Đặc khu kinh tế ở Vân Đồn, Bắc Vân Phong và Phú Quốc.
Ngày 31/10/2018, tòa án tỉnh Bình Thuận tuyên phạt thêm 30 người đã tham gia vào các cuộc biểu tình phản đối hai dự luật gây tranh cãi hôm 10/6 với mức án từ 2 năm đến 3 năm rưỡi về tội "gây rối trật tự công cộng."
Ngày 9/11/2018, một tòa án ở Đồng Nai giữ nguyên bản án sơ thẩm đối với 15 bị cáo đã biểu tình chống luật An ninh mạng với mức án cao nhất 18 tháng tù giam vì "gây rối trật tự công cộng" theo điều 318 Bộ luật Hình sự. Các bị cáo đã mang theo băng rôn, biểu ngữ và cùng hàng trăm người khác tuần hành vào ngày 10/6 trên một số tuyến đường ở TP Biên Hòa.
Ngày 29 tháng 11 năm 2018, Tòa án Nhân dân huyện Bắc Bình, tỉnh Bình Thuận tuyên phạt tổng cộng 30 năm tù giam đối với 9 người với cáo buộc "Gây rối trật tự công cộng": anh Dương Văn Ngoan bị Hội đồng xét xử tuyên án cao nhất với 5 năm tù; kế đến là anh Phan Văn Lành và chị Nguyễn Thị Hòa, mỗi người 3 năm 6 tháng tù; và 3 năm tù đối với từng người trong số còn lại gồm anh Võ Mến, Đặng Văn Tùng, Lê Văn Tâm, Hồ Đặng Văn An, Nguyễn Văn An, và Nguyễn Xí.
Ngày 7 tháng 3 năm 2019, Tòa án huyện Tuy Phong, tỉnh Bình Thuận tuyên án tổng cộng 40 năm 6 tháng tù giam đối với 15 người tham gia biểu tình phản đối Dự luật Đặc khu và An ninh mạng hồi ngày 10 tháng 6 năm 2018.
Ngày 21 tháng 5 năm 2019, thanh niên 19 tuổi Đặng Ngọc Tấn và ông Phạm Thanh 32 tuổi cư ngụ tại thị trấn Phan Rí Cửa, huyện Tuy Phong, tỉnh Bình Thuận bị tòa án tỉnh này đưa ra xét xử bổ sung với cáo buộc 'hủy hoại tài sản' với án tù tăng nặng: Đặng Ngọc Tấn 17 năm tù giam và Phạm Thanh 11 năm tù giam (án sơ thẩm là 4 năm tù giam và Phạm Thanh 4 năm 6 tháng tù giam). Đặng Ngọc Tấn và ông Phạm Thanh bị cáo buộc đã sử dụng gạch, đá, bom xăng tự chế ném vào lực lượng cảnh sát cơ động, sau đó đốt cháy 4 xe công vụ và 2 xe ô tô khác vào ngày 11 tháng 6.